# بيارني ريس
بيارني ريس (بالدنماركية: Bjarne Riis)‏ مواليد 3 أبريل 1964 في الدنمارك، هو دراج دانمركي في صنف سباق الدراجات على الطريق. شارك في دورة الألعاب الأولمبية الصيفية.

## سباقات أو مراحل فاز بها
- طواف فرنسا
- طواف إيطاليا

## روابط خارجية
- بيارني ريس على موقع IMDb (الإنجليزية)
- بيارني ريس على موقع الموسوعة البريطانية (الإنجليزية)

- بيارني ريس على موقع أرشيف الدراجات (الإنجليزية)
- بيارني ريس على موقع إحصائيات الدراجات الإحترافية (الإنجليزية)
- بيارني ريس على موقع CycleBase (الإنجليزية)
- بيارني ريس على موقع أوليمبيديا (الإنجليزية)